# Kungsholm (schip, 1953)

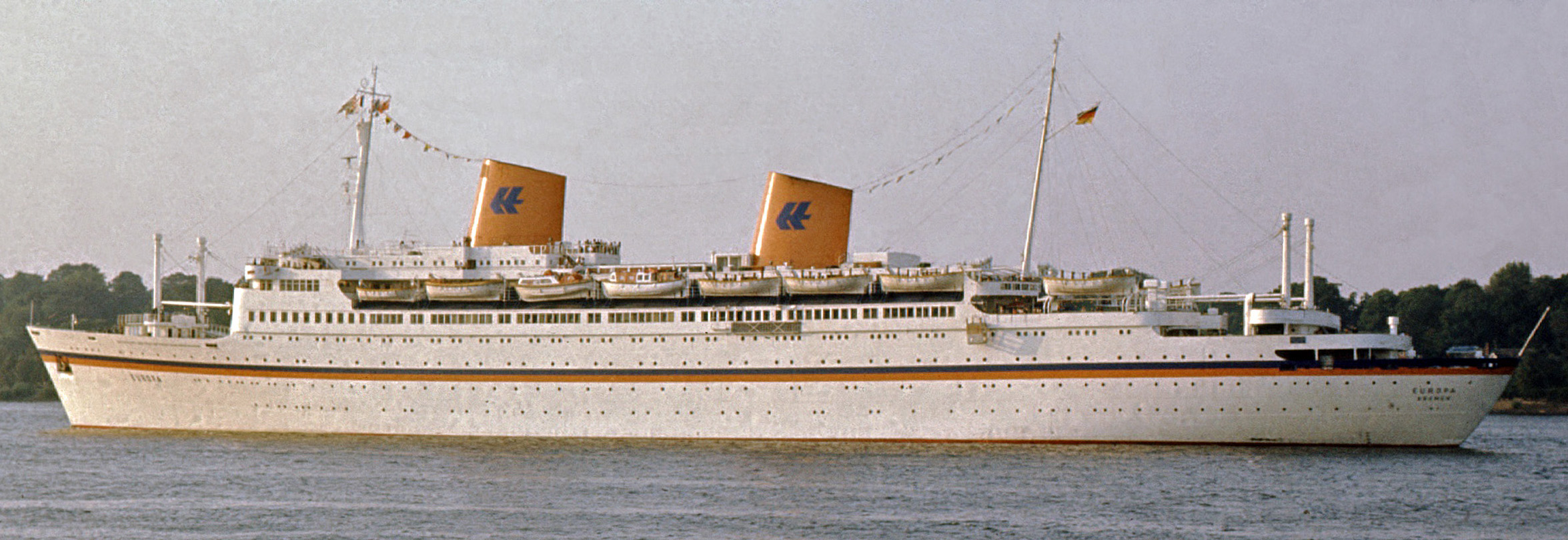
Europa (1974)

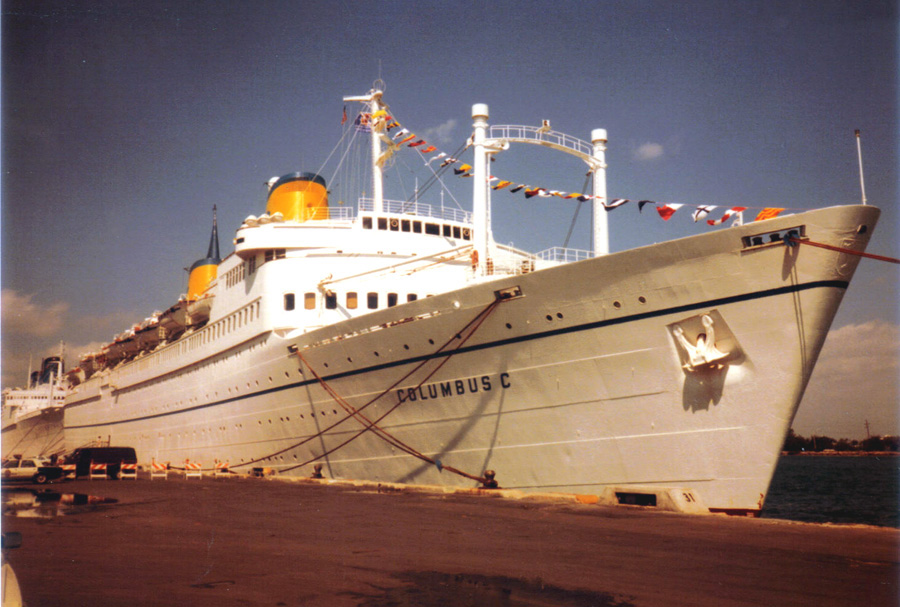
Columbus C. in Miami (1984)

MS Kungsholm was een cruiseschip gebouwd in 1953 door scheepswerf Koninklijke Maatschappij De Schelde in Vlissingen in opdracht van de Swedish American Line. Tussen 1965 en 1981 voer ze voor de Norddeutscher Lloyd, en na de fusie bij Hapag-Lloyd, als MS Europa. Van 1981 tot 1984 voer ze voor Costa Cruises als MS Columbus C.. Ze zonk in de haven van Cádiz, Spanje nadat ze op 29 juli 1984 een golfbreker had geramd. Nog datzelfde jaar werd ze gelicht en in 1985 gesloopt in Barcelona.

## Aanzet
Na het einde van de Tweede Wereldoorlog kampte de Swedish American Line (SAL) met een vloot van verouderde schepen. In 1948 kwam het eerste naoorlogse schip, de MS Stockholm, in de vaart. Het was een vracht-/passagiersschip met weinig luxe.
In 1948 werd op basis van positieve uitkomsten van een marktonderzoek besloten een cruiseschip van zo'n 20.000 bruto ton te bestellen dat plaats bood aan 800 passagiers.
Het schip is ontworpen door Eric Christiansson. SAL vroeg vele werven om offertes, en op 1 april 1950 werd de bestelling geplaatst bij scheepswerf De Schelde.

## Geschiedenis

### Swedish American Line
Op 18 oktober 1952 werd het nieuwe schip te water gelaten en door prinses Sibylla van Zweden gedoopt als MS Kungsholm. Deze naam was al gebruikt bij twee eerdere SAL-schepen. De Kungsholm werd op 30 september 1953 aan SAL afgeleverd.
Op 24 november 1953 voor ze voor haar eerste reis van Göteborg naar New York. Bij SAL werd ze gebruikt voor trans-atlantische overtochten in het zomerseizoen en als luxe cruiseschip in de wintermaanden. Het schip was een zakelijk succes en in september 1954 besloot SAL een iets groter schip, de MS Gripsholm te bestellen, gebaseerd op hetzelfde ontwerp. Ditmaal ging de opdracht naar een werf in Italië. Dit schip kwam in mei 1957 in de vaart.
In januari 1955 vertrok de Kungsholm voor de allereerste wereldreis. In 1961 werd ze in het droogdok gelegd en uitgerust met stabilisatoren voor het comfort van de passagiers. In augustus 1963 werd nog een order verstrekt, dit schip kreeg ook de naam MS Kungsholm. De oude Kungsholm werd verkocht aan de Norddeutscher Lloyd in mei 1964, met als leverdatum oktober 1965. Ze vertrok op 21 augustus 1965 voor haar laatste trans-atlantische overtocht in SAL-kleuren vanuit New York en arriveerde op 5 oktober 1965 in Göteborg. Tien dagen later werd ze afgeleverd bij de Norddeutscher Lloyd. Bij SAL heeft de Kungsholm vanaf 1953 zo’n 112.000 passagiers overgezet op de trans-atlantische route en 22.500 passagiers meegenomen op de cruises.

### Norddeutscher Lloyd / Hapag lloyd
De Norddeutscher Lloyd nam het schip in de vaart onder de naam Europa en ging varen onder de West-Duitse vlag. Op 9 januari 1966 begon de Europa aan haar eerste trans-atlantische oversteek van Bremen naar New York. Net als SAL werd de Europa ingezet voor trans-atlantische overtochten tijdens de zomer en cruises gedurende de rest van het jaar. In september 1970 fuseerde de Noord-Duitse Lloyd met de Hamburg America Line (HAPAG) tot Hapag-Lloyd. Vanaf 1971 werd Europa alleen nog als cruiseschip ingezet.

### Costa Crociere
In december 1981 werd de Europa verkocht aan Independent Continental Lines, een dochteronderneming van Costa Crociere. Na de verkoop werd de Europa omgedoopt tot Columbus C., geschilderd in de kleuren van Costa en wederom gebruikt als cruiseschip. Op 29 juli 1984 ramde het schip, zonder opzet, een golfbreker nabij Cádiz. Haar kiel raakte zwaar beschadigd, maar het schip wist op eigen kracht aan te leggen in Cádiz. Haar passagiers en bemanning werden geëvacueerd, maar het schip zonk uiteindelijk naar de bodem van de ondiepe haven en bleef deels boven water.
Op 1 november 1984 werd de Columbus C. gelicht en opgelegd. De schade werd te ernstig geacht om tegen aanvaardbare kosten te worden gerepareerd en ze werd verkocht aan Mirak SA. Op 2 april 1985 arriveerde de Columbus C. op sleeptouw in Barcelona, waar ze werd gesloopt.